# Urakazabarna
Urakazabarna fou un regne mede que existia al segle vii aC a la frontera oriental d'Assíria, i que correspon a la regió de Gurgan. Quan els cimmeris i escites van avançar cap al sud i est del llac Urmia, van expulsar els medes establerts a la zona provocant la unió de les diverses tribus de medes, una part de les quals no estaven sota domini assiri. Alguns caps medes entre els quals Ramateya d'Urakazabarna van demanar ajut assiri contra els nou vinguts i contra els prínceps medes que intentaven forjar un poder mede més gran capaç de fer front a la invasió. El rei Assarhaddon va respondre amb una gran expedició a Patušarra o Patusharra (un districte a l'est del Mazanderan la vora del desert de la sal -Dasht-e Kavir- fins a Bikni moderna Damavand) que va aconseguir establir una línia estratègica i restablir diversos reis favorables a Assíria que havien estat deposats entre els quals l'esmentat Ramateya d'Urakazabarna. En la campanya foren fets presoners dos prínceps escites, Shitir-pama i Eparna. Un rei escita de Bartatua (no localitzada però probablement entre el territori dels cassites i el Regne d'Elam) va demanar la mà d'una princesa escita. Però l'expedició d'Assarhaddon sembla clar que no va tenir èxit i encara va suposar pèrdues considerables pels assiris, que amb prou feines van poder mantenir els seus territoris.